# Života Panić
Života Panić (în sârbă Живота Панић) (n. 3 noiembrie 1933, la Gornja Crnisava, Regatul Iugoslaviei – d. 19 noiembrie 2003, la Belgrad, Serbia și Muntenegru) a fost ultimul ministru al Apărării și Șef de Stat Major în guvernul Republicii Socialiste Federative Iugoslavia.

## Carieră
Panić a deținut gradul de general și a fost numit în funcția de Comandant al Armatei Populare Iugoslave (Jugoslovenska Narodna Armija - JNA) după demisia generalului Blagoje Adžić, în 1992. Panić a deținut această funcție între 1992 și 1993 (în Republica Federală Iugoslavia) în timpul disoluției Republicii Socialiste Federative Iugoslavia (RSFI). În 1993, el a fost demis din cauza scandalului legat de fiul său, Goran Panić, care aproviziona armata la prețuri presupus umflate. Este totuși posibil ca scandalul de corupție să fi fost motivat politic. De asemenea, se poate specula că Slobodan Miloșevici ar fi putut ținti și umilirea generalului Panić, deoarece demiterea sa, în august 1993, a fost făcută la mai puțin de trei luni de data la care oricum acesta s-ar fi pensionat.
Absolvent al școlii militare iugoslave în calitate de comandant de tanc, Života Panić a urcat rapid în ierarhia Armatei Populare Iugoslave în anii 1970 și 1980, ajungând în funcția de comandant al Primului District Militar din Belgrad și la comanda trupelor iugoslave care au asediat Vukovarul, în timpul ofensivei sârbe în Croația din toamna anului 1991.
Când completa destrămare a fostei Iugoslavii s-a întrezărit la orizont pe 28 aprilie 1992, odată cu constituirea Republicii Federale Iugoslavia, pe ruinele fostei RSFI, funcția lui Panić nu se mai potrivea cu configurația politică de la acea dată. I s-a oferit poziția de Șef de Stat în noua Armată Iugoslavă (Vojska Jugoslavije – VJ). Panić a inițiat, în 1993, înzestrarea nou-createi Armate Iugoslave cu noi planuri de luptă și strategii, dar nu era pregătit să facă față luptelor pentru putere care s-au ivit în Belgradul din acea vreme și s-a pensionat.
A decedat la Belgrad, pe 19 noiembrie 2003, la scurt timp după ce a împlinit 70 de ani.